# Янушковиці (Свентокшиське воєводство)
Янушковиці (пол. Januszkowice) — село в Польщі, у гміні Тучемпи Буського повіту Свентокшиського воєводства.
Населення — 185 осіб (2011).
У 1975-1998 роках село належало до Келецького воєводства.

## Демографія
Демографічна структура на день 31 березня 2011 року:
|          | Загалом | Допрацездатний вік | Працездатний вік | Постпрацездатний вік |
| -------- | ------- | ------------------ | ---------------- | -------------------- |
| Чоловіки | 91      | 26                 | 48               | 17                   |
| Жінки    | 94      | 22                 | 45               | 27                   |
| Разом    | 185     | 48                 | 93               | 44                   |